# Obliegenheit
Obliegenheit ist ein Rechtsbegriff, mit dem Verhaltensnormen umschrieben werden, die vom Schuldner zwar zu beachten sind, aber vom Gläubiger nicht eingeklagt werden können.

## Allgemeines
Obliegenheit ist ein Handeln, das nicht erzwungen werden kann, aber zur Vermeidung von Rechtsnachteilen im Eigeninteresse geboten ist. Erzwungen werden kann dagegen die Rechtspflicht, die auch einklagbar ist. Obliegenheit ist ein Gebot im eigenen Interesse. Die Nichterfüllung einer Obliegenheit kann nach den Grundsätzen des Mitverschuldens anspruchsmindernde Konsequenzen haben.

## Rechtsfragen
Der Rechtsbegriff kommt im Zivilrecht, Handelsrecht, Unterhaltsrecht und speziell im Versicherungsrecht vor. 

### Allgemeines Zivilrecht
Eine Anfechtung muss nach § 121 Abs. 1 BGB unverzüglich erfolgen, sonst geht dieses Gestaltungsrecht verloren. Seit 1953 wird die Anfechtung mehrheitlich als typische Obliegenheit angesehen. Ein Gläubiger hat unter anderem die Obliegenheit, bei der Erfüllung eines Vertrags mitzuwirken, um nicht in Annahmeverzug zu geraten. Der Gläubiger schadet nur sich selbst, wenn er seine Obliegenheiten verletzt und büßt es mit Rechtsverlust. Typischer Fall ist die Obliegenheit aus § 254 Abs. 2 BGB, wonach der Geschädigte seinen Schaden mindern muss. Unterlässt er dies und der Schädiger kann dies beweisen, verliert der Geschädigte ganz oder teilweise seinen Schadensersatzanspruch. Wer einen Schaden erleidet, muss den Schaden so gering wie möglich halten oder, wenn möglich, vollständig abwenden (Schadensminderungspflicht / Schadenabwendungspflicht; § 254 BGB). 
Die Rechtsfolgen einer dem Amtsinhaber obliegenden Amtspflicht ergeben sich aus Art. 34 GG und § 839 BGB.

### Handelsrecht
Kaufleute müssen im Rahmen der Geschäftsbesorgung auf einen Antrag eines Kunden, mit dem sie bereits in Geschäftsverbindung stehen, unverzüglich antworten, denn ihr Schweigen gilt gemäß § 362 Abs. 1 HGB als Annahme des Antrags. Ein Kaufmann muss zudem die von einem anderen Kaufmann gekauften Handelswaren unverzüglich auf Mängel untersuchen und die Mängel unverzüglich rügen (Mängelrügeobliegenheit beim Handelskauf, § 377 Abs. 1 HGB).

### Versicherungsrecht
Obliegenheiten sind lediglich Voraussetzungen für die Erhaltung des Anspruchs aus dem Versicherungsvertrag, die der Versicherungsnehmer im eigenen Interesse erfüllt, um sich den Versicherungsschutz zu erhalten. Verletzt der Versicherungsnehmer Obliegenheiten, kann der Versicherer den Versicherungsvertrag kündigen oder sich im Versicherungsfall auf die Leistungsfreiheit berufen. Zu den typischen Obliegenheiten gehören die Anzeigepflicht über Gefahrumstände (§ 19 VVG), arglistige Täuschung (§ 22 VVG), Gefahrerhöhung (§ 23 Abs. 2 VVG, § 26 Abs. 2 VVG, § 57 Abs. 2 VVG) und die Rechtsfolgen der Verletzung vertraglicher Obliegenheiten (§ 28 Abs. 2 VVG). Ist danach die Verletzung vertraglicher Obliegenheiten vorsätzlich geschehen, ist der Versicherer leistungsfrei (§ 28 Abs. 2 VVG). Verletzt der Versicherungsnehmer bei einer laufenden Versicherung schuldhaft eine vor Eintritt des Versicherungsfalles zu erfüllende Obliegenheit, ist der Versicherer in Bezug auf ein versichertes Einzelrisiko, für das die verletzte Obliegenheit gilt, nicht zur Leistung verpflichtet (§ 58 Abs. 1 VVG). Nach der Relevanzrechtsprechung des Bundesgerichtshofs kann der Mangel allerdings unter bestimmten Voraussetzungen geheilt werden.

### Erwerbsobliegenheiten
Es gibt eine Vielzahl von Erwerbsobliegenheiten. Im Ehegattenunterhaltsrecht obliegt es dem unterhaltsberechtigten geschiedenen Ehegatten, eine angemessene Erwerbstätigkeit auszuüben (§ 1574 BGB). Erwerbsobliegenheiten treffen im Unterhaltsrecht auch den Unterhaltsverpflichteten, damit er seine Unterhaltspflicht erfüllen kann als auch den Unterhaltsberechtigten, um die eigene Bedürftigkeit zu vermeiden (§ 1602 BGB). Eltern von minderjährigen unverheirateten Kindern sowie von volljährigen unverheirateten Kindern bis zur Vollendung des 21. Lebensjahres, solange sie im Haushalt der Eltern oder eines Elternteils leben und sich in der allgemeinen Schulausbildung befinden, trifft eine gesteigerte Unterhaltspflicht. Sie müssen gemäß § 1603 Abs. 2 BGB „alle verfügbaren Mittel“ zu ihrem und der Kinder Unterhalt einsetzen.

### Sonstige
Der Mutter obliegt die Anzeige der Schwangerschaft beim Arbeitgeber (§ 9 Abs. 1 MuSchG). Im Steuerrecht obliegt dem Steuerpflichtigen auch eine Mitwirkungspflicht. Verletzt er sie, so muss er die daran anknüpfenden Nachteile als Beweisnachteil tragen.

## Rechtsfolgen
Der Schuldner muss im Falle der Verletzung der ihm zur Last fallenden Obliegenheiten die aus dieser Verletzung entstehenden Nachteile tragen. Er kann beispielsweise bestehende eigene Rechte verlieren oder Rechte, die er bei Wahrnehmung der Obliegenheit erwerben würde, nicht erhalten.

## International
Die Obliegenheit stimmt in Österreich mit dem deutschen Recht überein. Zentrale Vorschrift im Versicherungsrecht ist § 6 VersVG, wonach der Versicherer vom Vertrag zurücktreten kann, wenn der Versicherungsnehmer schuldhaft Obliegenheiten vor dem Eintritt des Versicherungsfalles dem Versicherer gegenüber nicht erfüllt hat. In der Einbruchsdiebstahlversicherung gibt es beispielsweise die Obliegenheit, die „Versicherungsräumlichkeiten zu versperren“. Hierzu stellte der OGH klar, dass sich diese Obliegenheit auch auf die Fenster bezieht und es grobe Fahrlässigkeit darstellt, wenn ein leicht erreichbares und zum Einsteigen in die Räumlichkeiten geeignetes Fenster in Kippstellung belassen wird.
Auch in der Schweiz hat der Rechtsbegriff dieselbe Bedeutung. Rügt der Käufer nicht rechtzeitig Mängel der Ware, führt dies zum Verlust der kaufrechtlichen Gewährleistungsrechte (Art. 201 OR). Das Schweizer Versicherungsvertragsgesetz (CH-VVG) sieht in Art. 29 Abs. 2 CH-VVG vor, dass sich der Versicherer nicht auf seine Leistungsfreiheit berufen kann, wenn zwar eine Obliegenheit verletzt wird, aber diese Verletzung keinen Einfluss auf den Eintritt des versicherten Ereignisses und auf den Umfang der dem Versicherer obliegenden Leistung gehabt hat. Eine  Berufung auf die Leistungsfreiheit ist nach Art. 45 Abs. 1 CH-VVG auch dann ausgeschlossen, wenn die Verletzung der Obliegenheit durch den Versicherungsnehmer unverschuldet ist.
Im angelsächsischen Versicherungswesen gibt es Obliegenheiten vor dem Versicherungsfall (englisch conditions precedent to insurers' liability) und nach dem Versicherungsfall (englisch conditions subsequent to the policy).